# François Couperin
François Couperin (10 de novembro de 1668, Paris – 11 de setembro de 1733, Paris) foi um apreciado compositor, organista e cravista barroco francês. François Couperin era conhecido como Couperin le Grand (Couperin o Grande) para diferenciá-lo de outros membros da talentosa família Couperin.

## Biografia
Couperin nasceu em Paris. Foi ensinado por seu pai, Charles Couperin, que morreu quando François tinha 10 anos, e por Jacques Thomelin. Em 1685 tornou-se organista da igreja de Saint-Gervais, Paris, uma colocação que ele herdou de seu pai e que ele passaria para seu primo, Nicolas Couperin. Mais tarde, outros membros da família ocupariam a mesma função. Em 1693, Couperin sucedeu seu professor, Thomelin, como organista da Chapelle Royale (Capela Real) com o título de organiste du Roi, organista indicado pelo Rei, o Rei Sol, Luís XIV.
Em 1717, Couperin tornou-se organista e compositor da corte, com o título ordinaire de la musique de la chambre du Roi. Com seus colegas, a cada domingo, Couperin dava um concerto. Muitos desses concertos eram na forma de suítes para violino, viola da gamba, oboé, fagote e  cravo, do qual era um virtuoso.
Couperin reconheceu sua dívida para com o compositor italiano Corelli. Ele introduziu na França a forma trio sonata, criada por Corelli. A grande trio sonata de Couperin intitulava-se Le Parnasse, ou l'Apothéose de Corelli. Nessa obra ele misturou os estilos francês e italiano, num conjunto de peças que chamou de Les Goûts réunis (Estilos Reunidos).
Seu livro mais famoso, L'Art de toucher le clavecin (A Arte de Tocar o Cravo, publicado em 1716), continha sugestões para dedilhado, toque, ornamentação e outros aspectos da  técnica para teclado. Ele influenciou J.S. Bach. Bach adotou para tocar o cravo o sistema de dedilhado, inclusive o uso do polegar, criado por Couperin,.
Os quatro volumes de música para cravo composta por Couperin contêm mais de 230 obras que podem tanto ser executadas no instrumento como podem ser interpretadas como pequenas obras para orquestra de câmara. Estas obras eram bastante apreciadas por J. S. Bach e, muito depois, por Richard Strauss e Maurice Ravel, que homenageou o compositor com Le Tombeau de Couperin (O Túmulo de Couperin).
Muitas das obras para teclado de François Couperin têm títulos descritivos e evocativos que prenunciam o uso de tonalidade, harmonias ousadas e dissonâncias resolvidas. Funcionam como miniaturas de poemas tonais. Este aspecto chamou a atenção de Richard Strauss, que chegou a orquestrar algumas dessas peças.
A música para piano de Johannes Brahms foi influenciada pela música para teclado de Couperin. Brahms interpretou-a publicamente e contribuiu, em 1880, para a primeira edição completa das Pièces de clavecin organizada por Friedrich Chrysander.
Jordi Savall, especialista em música do Renascimento e do Barroco, afirmou que Couperin era o "músico poeta par excellence". Ele acreditava na "habilidade da Música (com M maiúsculo) expressar-se em sa prose et ses vers " (prosa e poesia). Ele acreditava que se entrássemos na poesia da música, descobriríamos que ela é "plus belle encore que la beauté" (mais bela que a beleza).
Couperin morreu em Paris em 1733.

## Mídia
Listen to Le Réveille-Matin (O Despertador) François Couperin's (MIDI file).